# Sequeiros (Lugo)
Sequeiros (llamada oficialmente Santa Mariña de Sequeiros) es una parroquia y una aldea española del municipio de Quiroga, en la provincia de Lugo, Galicia.

## Localización
Para llegar a Sequeiros desde Quiroga se coge la N-120 en dirección a A Rúa y al pasar el Castillo de Torrenovaes en un cruce señalizado se permite la desviación al pueblo.

## Clima
Debido a su cercanía a Quiroga se puede decir que su clima es oceánico-mediterráneo debido a que sus precipitaciones anuales son escasas (entre 800-850 mm) y a sus grandes variaciones térmicas entre diciembre y julio. Por eso mismo, lo definen como uno de los climas más secos y calurosos de Galicia. La zona también se caracteriza por su clima ya que las formaciones montañosas del norte y del oeste impiden la penetración de tormentas pero no la influencia mediterránea.

## Historia
La historia de la parroquia de Santa Mariña de Sequeiros se remonta a la época romana ya que fueron ellos mismos, según un artículo de la Voz de Galicia, quienes crearon la tradición del cultivo de aceite en este pueblo y además, a los romanos también se les atribuye que durante un tiempo la minería fuese una actividad económica común en el mismo.

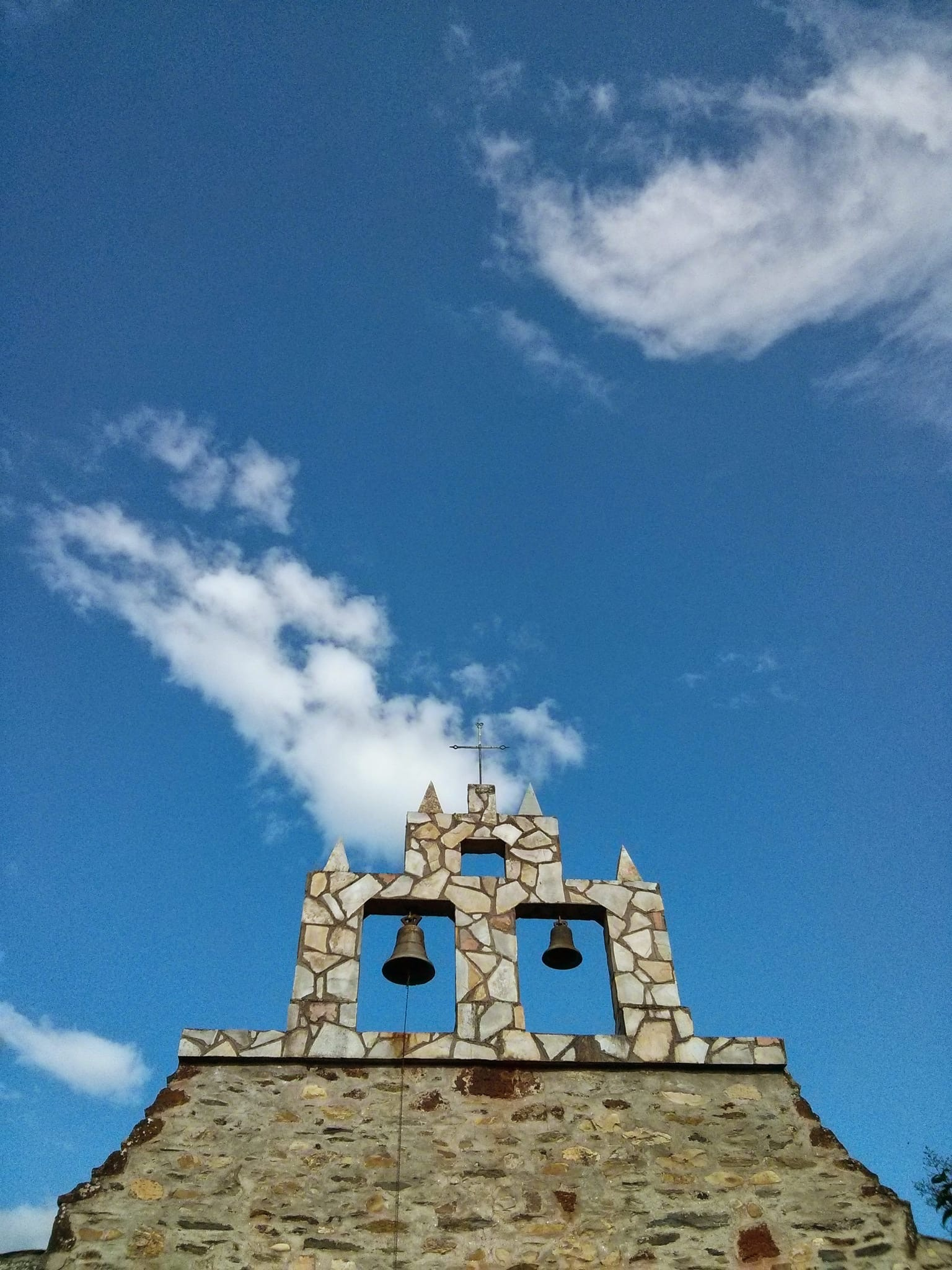
Foto de la parroquia de Santa Mariña de Sequeiros

Fue durante la Guerra Civil cuando se construyó la iglesia parroquial del pueblo. La parroquia consta de una planta rectangular con muros realizados en mampostería de esquisto parcialmente recubiertos y pintados. La cubierta es a dos aguas realizada en pizarra sobre estructura de madera. Los huecos son escasos y de pequeño tamaño de carpintería de madera lacada. Presenta una espadaña con dos huecos donde alberga dos campanas, finalizada por dos pináculos en cada extremo y en el centro una cruz metálica.
Sin embargo, la construcción del embalse de Sequeiros en 1951 supuso un impacto negativo para el pueblo y desde entonces, su población ha ido disminuyendo poco a poco. 

## Organización territorial
La parroquia está formada por cuatro entidades de población:

### Entidades de población
Entidades de población que forman parte de la parroquia:
- Castelo (O Castelo)
- Novaes (Os Novais)
- Sequeiros

### Despoblado
Despoblado que forma parte de la parroquia:
- Vales (Os Vales)

## Demografía

### Parroquia
| Gráfica de evolución demográfica de Sequeiros (parroquia) entre 2000 y 2020 |
|                                                                             |
| Datos según el nomenclátor publicado por el INE.                            |

### Aldea
| Gráfica de evolución demográfica de Sequeiros (aldea) entre 2000 y 2020 |
|                                                                         |
| Datos según el nomenclátor publicado por el INE.                        |

## Turismo
Debido a su situación geográfica, la aldea de Sequeiros ofrece diversas opciones de turismo:
En primer lugar cabe destacar la oportunidad de estar cerca de las orillas del río Sil ya que el pueblo se encuentra junto a él. Igualmente en Sequeiros se pueden visitar otras aldeas cercanas al pueblo con una importante influencia romana como es el caso de Montefurado.
Otro aspecto a destacar del pueblo es que se encuentra en la denominada Ribeira Sacra, una zona turística del interior de Galicia que tiene como hilo conductor los ríos Miño, Sil y Cabe. No obstante, Sequeiros no solo forma parte de la Ribeira Sacra sino que también se encuentra integrado en el Geoparque Mundial de la UNESCO Montañas do Courel.

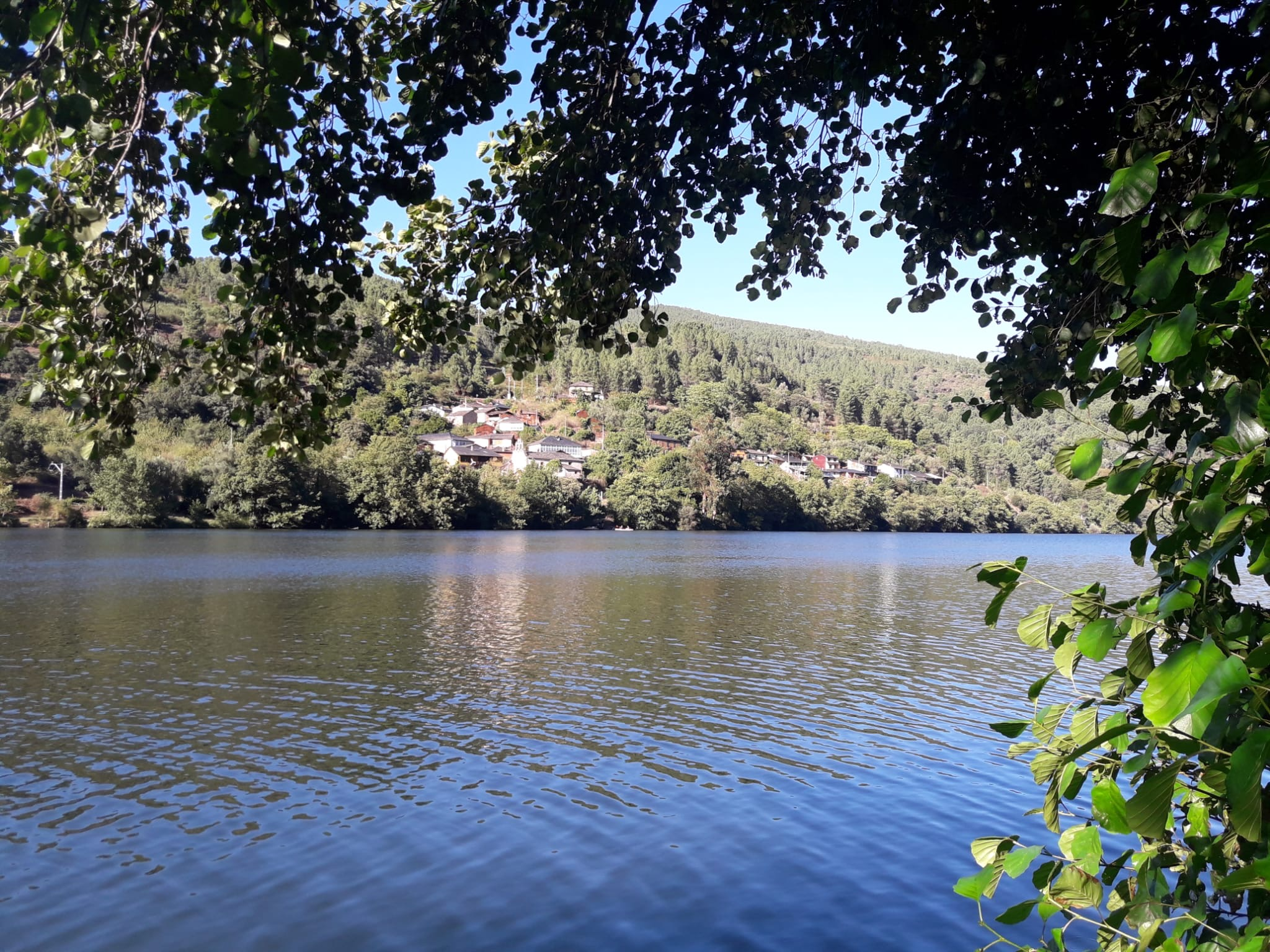
Foto del pueblo de Sequeros desde la orilla del río Sil

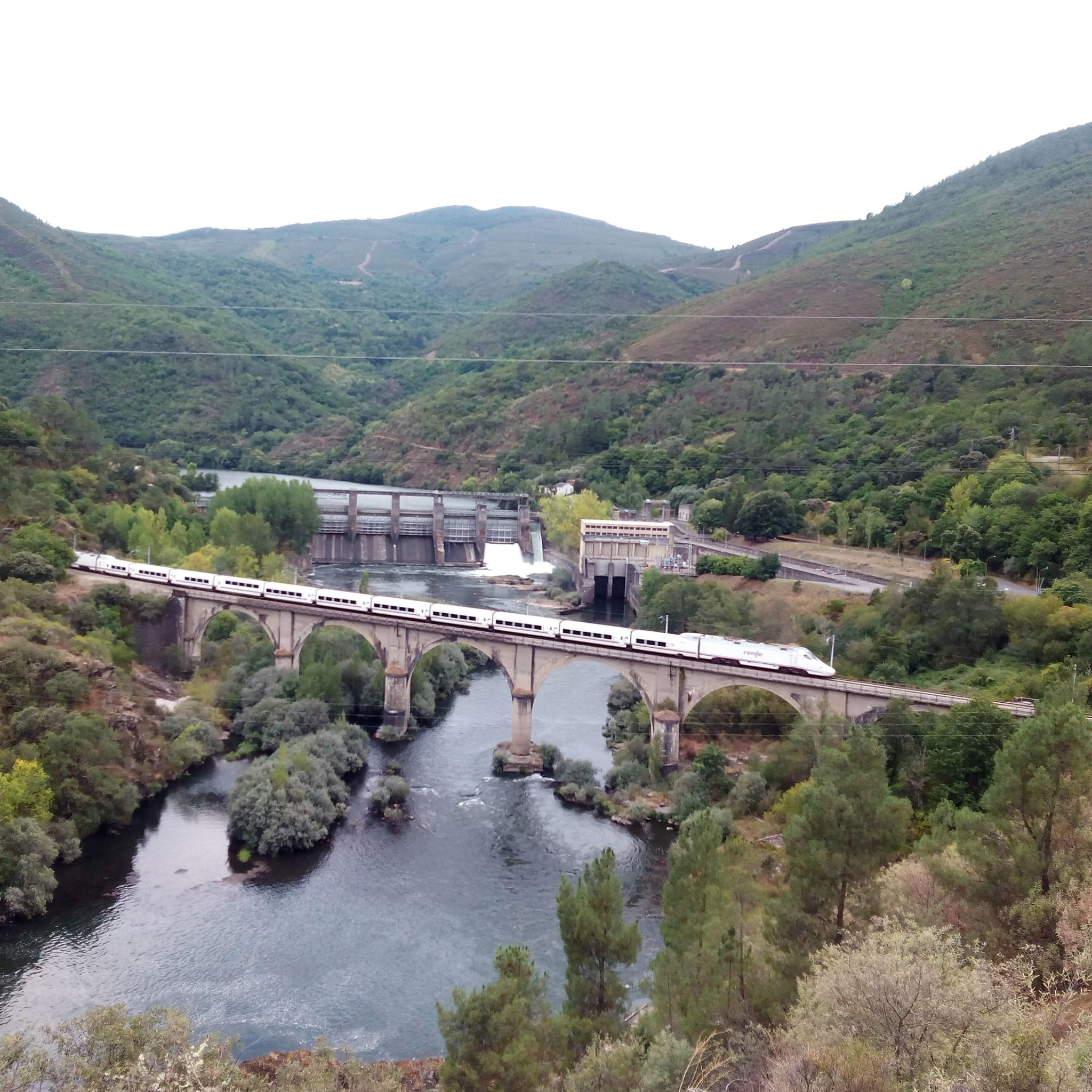
Foto de la presa de Sequeiros

Por último, también se puede realizar el Camino de Santiago por el pueblo ya que se encuentra en la ruta del Camino de Invierno. En concreto, Sequeiros pertenece a la primera etapa del Camino de Invierno por la Ribeira Sacra la cual comienza en A Rúa y finaliza en Quiroga.

## Economía
La economía de Sequeiros se ha basado siempre en la ganadería y en el cultivo, sobre todo del aceite debido a la influencia de los romanos. Aunque durante un tiempo ha sido una actividad olvidada en el pueblo, en la actualidad se está recuperando esta tradición gracias a la plantación de nuevos olivos en las parcelas de la aldea.
Por otro lado, hace un par de años se descubrió que hubo una importante actividad minera en Sequeiros donde la técnica utilizada consistía en el uso de la fuerza del agua para conseguir los posteriores extractos de oro. 